# Elecciones estatales de Oaxaca de 2024
Las elecciones estatales de Oaxaca de 2024 se llevaron a cabo el domingo 2 de junio de 2024 y en ellas se renovaron los siguientes cargos de elección popular del estado mexicano de Oaxaca:
- 42 diputados estatales: 25 diputados electos por mayoría relativa y 17 designados mediante representación proporcional para integrar la LXVI Legislatura.
- 153 ayuntamientos: Compuestos por un presidente municipal, un síndico y un grupo de regidores. Electos para un periodo de tres años.

## Organización

### Partidos políticos
En las elecciones estatales tienen derecho a participar once partidos políticos. Siete son partidos políticos con registro nacional: Partido Acción Nacional (PAN), Partido Revolucionario Institucional (PRI), Partido de la Revolución Democrática (PRD), Partido del Trabajo (PT), Partido Verde Ecologista de México (PVEM), Movimiento Ciudadano (MC) y Movimiento Regeneración Nacional (Morena). Y cuatro partidos políticos estatales: Nueva Alianza Oaxaca, Partido Unidad Popular, Fuerza por México Oaxaca y Partido Mujer.

### Distritos electorales
Para la elección de diputados de mayoría relativa del Congreso del Estado de Oaxaca el estado se divide en 25 distritos electorales. La distritación electoral vigente fue publicada por el Instituto Nacional Electoral en diciembre de 2022.
| Distrito | Cabecera                     | Municipio | Mapa | Distrito              | Cabecera      | Municipios |
| -------- | ---------------------------- | --------- | ---- | --------------------- | ------------- | ---------- |
| 1        | San Felipe Jalapa            | 8         |      | 14                    | Villa de Etla | 15         |
| 2        | Tuxtepec                     | 2         | 15   | Santa Cruz Xoxocotlán | 6             |            |
| 3        | Loma Bonita                  | 10        | 16   | Zimatlán              | 33            |            |
| 4        | Teotitlán de Flores Magón    | 42        | 17   | Tlacolula             | 28            |            |
| 5        | Asunción Nochixtlán          | 72        | 18   | Tehuantepec           | 22            |            |
| 6        | Huajuapan de León            | 44        | 19   | Ixtepec               | 7             |            |
| 7        | Putla                        | 17        | 20   | Juchitán              | 7             |            |
| 8        | Tlaxiaco                     | 43        | 21   | Ocotlán de Morelos    | 33            |            |
| 9        | Ixtlán de Juárez             | 63        | 22   | Pinotepa Nacional     | 23            |            |
| 10       | San Pedro y San Pablo Ayutla | 21        | 23   | Puerto Escondido      | 12            |            |
| 11       | Matías Romero                | 13        | 24   | Miahuatlán            | 40            |            |
| 12       | Santa Lucía del Camino       | 5         | 25   | San Pedro Pochutla    | 9             |            |
| 13       | Oaxaca                       | 2         |      |                       |               |            |

## Resultados

### Congreso del Estado
|  | 43.92 % |

|  | 11.34 % |

|  | 10.34 % |

|  | 7.57 % |

|  | 5.64 % |

|  | 3.81 % |

|  | 2.73 % |

|  | 2.48 % |

|  | 2.34 % |

|  | 2.12 % |

|  | 1.62 % |

|  | 6.08 % |

|  | 0 % |